# 5716 Pickard
5716 Pickard è un asteroide della fascia principale. Scoperto nel 1982, presenta un'orbita caratterizzata da un semiasse maggiore pari a 2,3793072 UA e da un'eccentricità di 0,1924126, inclinata di 2,28085° rispetto all'eclittica.